# Neobisnius lathrobioides
Neobisnius lathrobioides är en skalbaggsart som först beskrevs av Baudi 1848.  Neobisnius lathrobioides ingår i släktet Neobisnius, och familjen kortvingar. Arten är reproducerande i Sverige.